# Мангри північно-західного узбережжя Мексики
Мангри північно-західного узбережжя Мексики або Мангри тихоокеанського узбережжя Північної Месоамерики (ідентифікатор WWF: NA0401) — неарктичний екорегіон мангрових лісів, розташований на північному заході Мексики.

## Географія
Екорегіон мангрів північно-західного узбережжя Мексики охоплює найпівнічніші ділянки мангрових лісів на тихоокеанському узбережжі Північної Америки, розташовані у перехідній зоні між помірними та тропічними морями. Він простягається вздовж південно-західного узбережжя Каліфорнійського півострова в штаті Південна Нижня Каліфорнія, а також вздовж узбережжя штатів Сонора та Сіналоа на північному заході Мексики.
Мангри Сонори та Сіналоа переважно зосереджені в дельтах річок Які, Майо та Фуерте, що впадають у Каліфорнійську затоку. Менші ділянки мангрів зустрічаються у затоці Лечуґілья поблизу Лос-Мочіса, а також в затоках і естуаріях Агіабампо, Яварос, Тобарі, Лобос, Ла-Тортуга, Лас-Крусес та Лос-Альгодонес.
Найбільші ділянки мангрів в екорегіоні розташовані на південно-західному узбережжі Каліфорнійського півострова, у затоці Магдалена та в лагунах Сан-Ігнасіо і Охо-де-Льєбре. На східному узбережжі Південної Нижньої Каліфорнії мангрові зарості зустрічаються у бухтах Ель-Моготе і Ель-Кончаліто в затоці Ла-Пас.

## Клімат
На більшій частині екорегіону переважає пустельний клімат (BWh за класифікацією кліматів Кеппена), а на центральному узбережжі Сіналоа — напівпустельний клімат (BSh за класифікацією Кеппена). Середньорічна кількість опадів в регіоні становить менше 200 мм.

## Флора
У манграх Сонори та Сіналоа домінують чотири види мангрових дерев — червоні мангри (Rhizophora mangle), білі мангри (Laguncularia racemosa), чорні мангри (Avicennia germinans) та прямі конусоплідні мангри (Conocarpus erectus). У манграх Південної Нижньої Каліфорнії домінують червоні мангри (Rhizophora mangle) та білі мангри (Laguncularia racemosa), тоді як чорні мангри (Avicennia germinans) зустрічаються рідко. Через обмежений вміст поживних речовин у ґрунті мангрові зарості екорегіону, як правило, виростають до одного метра заввишки. Солоність води та ступінь затоплення території визначають поширення окремих видів. 
За смугою мангрових заростей та солоних боліт лежать простори піщаних низовин, вкриті розрідженим чагарниковим покривом. Тут зустрічаються такі види, як солонець Періша (Arthroceras subterminale), лутига Барклі (Atriplex barclayana) та зубчастий спороболус (Sporobolus contractus).
Мангри відіграють ключове значення у екосистемах естуаріїв та лагун екорегіону, оскільки вони синтезують органічні речовини та фільтрують поживні речовини. Це робить їх відповідальними за більшу частину первинної продуктивності у тропічних прибережних зонах. Мангри сприяють безперервному формуванню ґрунту, зберігаючи біорізноманіття наземного та водного середовища шляхом запобігання ерозії узбережжя. Крім того, вони призводять до накопичення в лагунах великої кількості мертвої деревини, яка погано розкладається у солоній воді та використовується рибами та безхребетними як джерело їжі.

## Фауна
Мангри північно-західного узбережжя Мексики забезпечують їжу та притулок популяціям молюсків та крабів, а також є місцем вигулу личинок безхребетних та мальків риб. Тут зустрічаються численні морські птахи та кулики, які використовують мангри як джерело їжі (безхребетних та риб), а також як місця відпочинку та зимівлі. Мангрові зарості також підтримують популяції мігруючих співочих, хижих та коловодних птахів. Серед птахів, що зустрічаються в екорегіоні, слід відзначити бурого пелікана (Pelecanus occidentalis), скопу (Pandion haliaetus), північну чаплю (Ardea herodias), чорногорлого квака (Nyctanassa violacea), білого ібіса (Eudocimus albus), американського кулика-сороку (Haematopus palliatus), мангрового кукліло (Coccyzus minor), північного рибалочку-чубаня (Megaceryle alcyon), синалойську ворону (Corvus sinaloae), велику паю (Cyanocorax beecheii) та мангрового віреона (Vireo pallens).
Мангри екорегіону, оточені пустелями, напівпустелями та сухими лісами, слугують притулком для низки видів ссавців та плазунів, забезпечуючи їм воду й тінь. Серед ссавців, що зустрічаються в манграх Північно-Західної Мексики, слід відзначити чорнохвостого оленя (Odocoileus hemionus), білохвостого оленя (Odocoileus virginianus), койота (Canis latrans), білоносу носуху (Nasua narica), оцелота (Leopardus pardalis), американського свинорилого скунса (Conepatus leuconotus) та сірого мішкокрила (Balantiopteryx plicata), а серед плазунів — мексиканського отрутозуба (Heloderma horridum), жовточереву морську змію (Hydrophis platurus) та гострорилого крокодила (Crocodylus acutus). На пляжах екорегіону відкладають яйця рідкісні морські черепахи — шкірясті черепахи (Dermochelys coriacea), бісси (Eretmochelys imbricata), зелені черепахи (Chelonia mydas) та оливкові черепахи (Lepidochelys olivacea). 

## Збереження
Манграм екорегіону загрожує забудова прибережних районів, розвиток аквакультури, вирубка лісів, а також зміна режиму та стоку річок внаслідок водовідведення та інша діяльність, яка змінює приплив прісної води до естуаріїв і лагун, у яких поширені мангри. Мангрові ліси Каліфорнійської затоки зникають зі швидкістю 2 % щорічно. Забудова узбережжя навколо Ла-Пасу призвела до знищення 23 % місцевих мангрів між 1973 і 1981 роками.
Лагуни Сан-Ігнасіо і Охо-де-Льєбре, розташовані у Південній Нижній Каліфорнії, є частиною Біосферного заповідника Ель-Віскаїно, найбільшого природного заповідника Мексики, який охороняє мангрові зарості, а також прилеглі морські та гірські райони. У 1993 році Біосферний заповідник Ель-Віскаїно був внесений до списку Світової спадщини ЮНЕСКО. Деякі лагуни та естуарії Сонори та Сіналоа визнані Рамсарськими водно-болотними угіддями міжнародного значення. 